# Magnus Dahlquist
Magnus Dahlquist, född 1968, är en svensk ekonom. 
Dahlquist avlade doktorsexamen 1995 vid Institutet för internationell ekonomi vid Stockholms universitet. Dahlquist var forskare vid The Institute for Financial Research (SIFR) vid Handelshögskolan i Stockholm mellan 2002 och 2013 och SIFR:s direktör mellan 2003 och 2008. Han innehar Peter Wallenbergs professur i finansiell ekonomi vid samma högskola (2006-). 
Dahlquist har varit rådgivare till flera finansiella institutioner samt statliga myndigheter, bland annat Pensionsmyndigheten, Sveriges riksbank, Riksgälden och den norska centralbankens vetenskapsråd. Dahlquist är styrelseledamot i Polar Music Prize, pensionsfonden i Svenska kyrkan,  Handelshögskolan i Stockholms direktion och Nobelstiftelsen.